# Yamaguchi-gumi
Yamaguchi-gumi (六代目山口組Rokudaime Yamaguchi-gumi) és l'organització més important del crim organitzat japonès, la Yakuza. Va ser fundada l'any 1915 per un grup de treballadors del port de Kobe liderats per Harukichi Yamaguchi, a qui l'organització deu el seu nom.
Relacionada amb activitats d'extorsió, joc il·legal, tràfic d'armes o narcotràfic, té una forta penetració en els sectors econòmics immobiliari i del mercat de valors japonès. El seu territori tradicional han estat les ciutats de Kobe i Osaka, tot i que té presència a tota l'Àsia i els Estats Units. Segons fonts policials, l'any 2019 tenia 8900 membres,